# 比爾德摩爾冰川

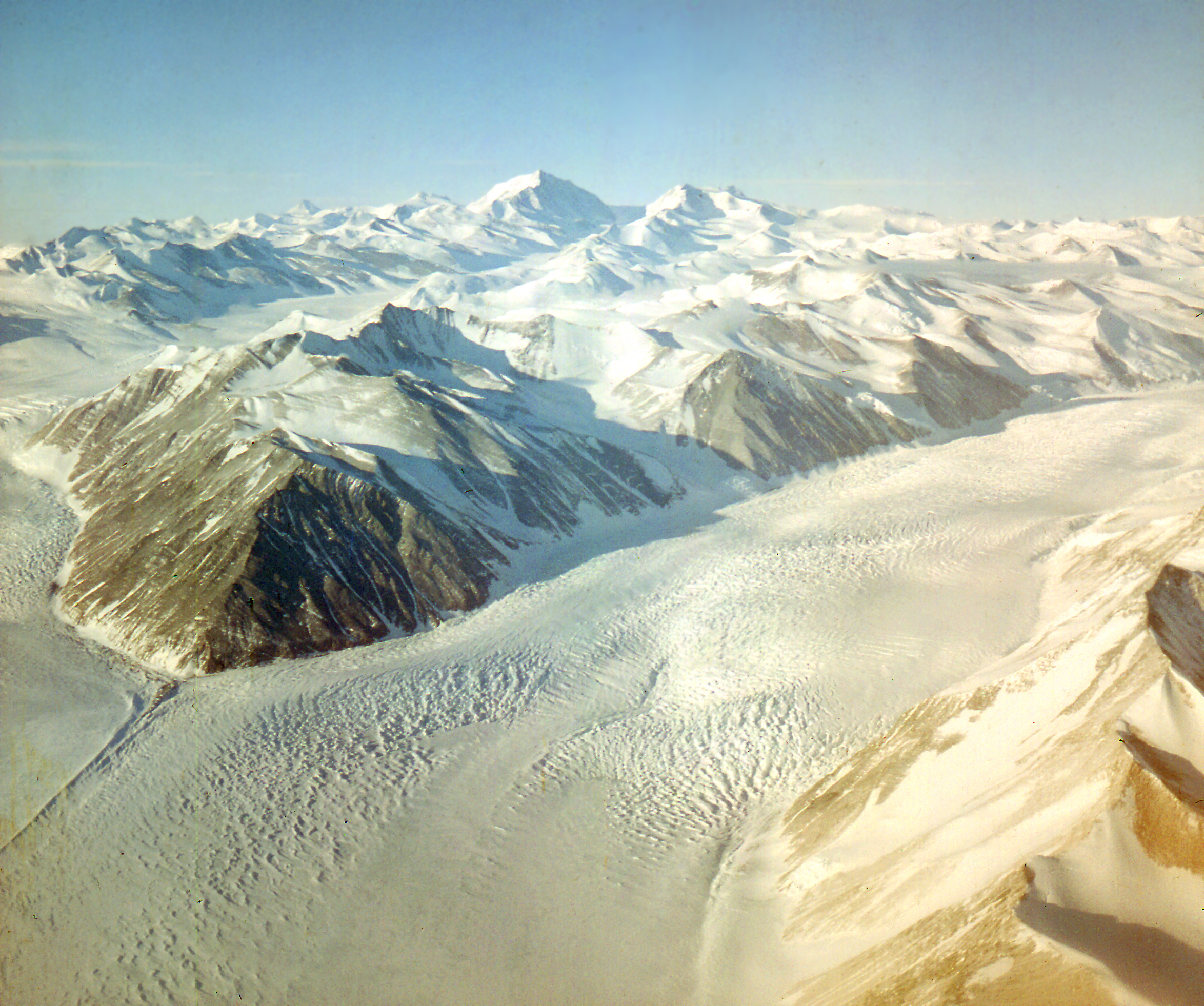
比爾德摩爾冰川一景，空拍攝影於1956年。

比爾德摩爾冰川（英語：Beardmore Glacier）是世上其中一個最大型的冰川，位於南極洲，全長超過160公里。比爾德摩爾冰川是從羅斯冰架經横贯南极山脉前往南極高原的其中一條可行路線，亦是早期前往南極的其中一條路線。
比爾德摩爾冰川是由欧内斯特·沙克尔顿在他於1908年的南極探險行程中發現。儘管沙克爾頓在到達南極前回頭，他發現了第一條證實可通往南極的路線，亦令他成為首位踏足南極高原的人。1911年末至1912年初，罗伯特·斯科特和他率領的探險隊攀越比爾德摩爾冰川後抵達南極點。但他們比罗尔德·阿蒙森所率領的探險隊晚了整整一個月，而阿蒙森隊是攀越阿塞爾海伯格冰川抵達南極點的，這個冰川是此前並無人知曉。
比爾德摩爾冰川以蘇格蘭工業家及探險贊助人威廉·比爾德摩爾爵士（1856—1936）來命名。

## 參看
- 南極洲冰川列表

## 外部連結
83°45′S 171°00′E / 83.750°S 171.000°E